# Resolució 297 del Consell de Seguretat de les Nacions Unides
La Resolució 297 del Consell de Seguretat de les Nacions Unides fou adoptada per unanimitat el 15 de setembre de 1971, després d'examinar l'aplicació de Qatar per a ser membre de les Nacions Unides, el Consell va recomanar a l'Assemblea general que Qatar fos admès.